# Закон за рудниците
Законът за рудниците (на сръбски: Закон о рудницима), наричан също Новобърдски законник, е издаден от сръбския деспот Стефан Лазаревич през 1412 година.
Нормите на закона се отнасят не само до рудниците и регламентирането на минното дело, но уреждат също статута на град Ново бърдо, Косово.
Латински препис
Латинският препис на Закона за мините е открит от сръбския литературен академик Петър Колендич в Градската библиотека на град Сплит.
Ръкописът е от 26 юли 1638 г. и е създаден в българския минен център в Чипровци.
Написан е на латиница на 13 страници и повечето букви на кирилица са заменени с техните латински еквиваленти.